# Östliche Bändernatter
Die Östliche Bändernatter (Thamnophis saurita), auch Östliche Streifen-Strumpfbandnatter, ist eine von rund 30 Schlangenarten der Gattung Strumpfbandnattern. Eine zweite Art – Thamnophis proximus – wird ebenfalls „Bändernatter“ genannt, allerdings Westliche Bändernatter.

## Merkmale
Thamnophis saurita klettert sehr gut und wurde bereits einige Meter über dem Erdboden im Geäst entdeckt. Sie frisst hauptsächlich Frösche, aber auch andere Amphibien, deren Larven sowie Nacktschnecken und Fische.
Die Art erreicht knapp über 100 cm Länge. Männchen bleiben deutlich kleiner.
Wie alle Thamnophen ist auch die Östliche Bändernatter lebendgebärend mit drei bis 26 Jungen pro Wurf.

## Verbreitung
Die Östliche Bändernatter ist vor allem – daher ihr Name – im Osten Nordamerikas beheimatet (New York bis Florida). Sie ist nur in der Nähe von Gewässern zu finden.

## Unterarten
- Thamnophis saurita nitae Rossmann, 1963
- Thamnophis saurita sackenii (Kennicott, 1859)
- Östliche Streifen-Strumpfbandnatter (Thamnophis saurita saurita (Linnaeus, 1766)) – Nominatform
- Thamnophis saurita septentrionalis Rossmann, 1963